# Лынга (село)
Лынга — село в Якшур-Бодьинском районе Удмуртской Республики Российской Федерации.

## География
Деревня находится в центральной части республики, на севере района в зоне хвойно-широколиственных лесов, у реки Лынга.

### Климат
Климат характеризуется как умеренно континентальный, с продолжительной холодной многоснежной зимой и относительно коротким тёплым летом. Среднегодовая многолетняя температура воздуха составляет 2,4 °С Средняя температура воздуха самого тёплого месяца (июля) — 18 °C (абсолютный максимум — 36,6 °C); самого холодного (января) — −15 °C (абсолютный минимум — −47,5 °C). Среднегодовое количество атмосферных осадков составляет 532 мм, из которых большая часть выпадает в тёплый период.

## История
Рабочий посёлок Лынга был основан в 1932 году. В 1939 году на лесных вырубках была построена деревянная школа на 4 класса. В начале Великой Отечественной войны жители посёлка принимали активное участие в строительстве железной дороги Ижевск — Балезино. С 1942 по 1954 в 2 км от поселка Лынга находилась колония № 147 ГУЛАГа. Заключенные, мужчины и женщины, работали на лесозаготовках, занимались разгрузкой и погрузкой леса и шпал. Умерших заключенных хоронили на лагерном кладбище, расположенном в 1 км к западу от лагеря. Точное число похороненных неизвестно. В 1947 в колонию привезли немецких военнопленных — около 200 человек. В 1953 году в селе открылась участковая больница. В 1959 году создан сельский совет. В 2000 году было построено новое здание больницы. В сентябре 2013 на месте бывшей колонии установлен и освящен шестиметровый поклонный крест.
Был административным центром Лынгинского сельского поселения, упраздненного Законом Удмуртской Республики от 11.05.2021 № 43-РЗ к 25 мая 2021 года.

## Население
| 2010 | 2012  |
| ---- | ----- |
| 1069 | ↗1088 |

### Национальный состав
Согласно результатам переписи 2002 года, в национальной структуре населения русские составляли 57 %, удмурты 37 % из 1266 чел.

## Инфраструктура
В селе расположена ж/д станция Лынга (железная дорога Ижевск — Балезино).

## Транспорт
Село доступно автомобильным и железнодорожным транспортом.